# Stebno
Stebno település Csehországban, az Ústí nad Labem-i járásban. Stebno Ústí nad Labem, Trmice, Dolní Zálezly, Habrovany és Řehlovice településekkel határos. Lakosainak száma 482 fő (2024. január 1.).

## Népesség
A település lakosságának változását az alábbi diagram mutatja:
| Lakosok száma | 792  | 728  | 769  | 462  | 361  | 397  | 472  | 492  | 472  | 482  |
|               | 1869 | 1890 | 1921 | 1950 | 1980 | 2001 | 2017 | 2019 | 2022 | 2024 |